# Tcherny Iïous
Le Tcherny Iïous ou Tchiorny Iïous (en russe : Чёрный Июс ce qui signifie Iïous noir) est une rivière de Russie qui coule dans la partie sud-est du bassin de l'Ob en Sibérie, dans la république de Khakassie. C'est un affluent du Tchoulym en rive gauche, donc un sous-affluent de l'Ob.

## Géographie
Le Tchiorny Iïous est le cours d'eau constituant de gauche du Tchoulym. Il est long de 178 km et draine un bassin de 4 290 km2, c'est-à-dire une superficie plus ou moins équivalente à celle du département français de la Haute-Savoie ou de la province de Luxembourg en Belgique. 

La rivière naît dans la chaîne montagneuse de l'Alataou de Kouznetsk. Il se dirige globalement vers le nord-est. Il conflue finalement avec l'Iïous Blanc en rive gauche, pour former la rivière Tchoulym.

## Hydrométrie - Les débits à Sarala
Le Tchiorny Iïous est un cours d'eau abondant. Son débit a été observé durant une période de 38 ans (entre 1959 et 2000), à Sarala, localité située à 52 kilomètres en amont de son embouchure dans le Tchoulym . 
Le module de la rivière à Sarala est de 49,5 m3/s pour une surface prise en compte de 3 100 km2, ce qui correspond à 74 % de la totalité du bassin versant de la rivière qui en compte 4 290. La lame d'eau écoulée dans ce bassin se monte ainsi à quelque 504 millimètres annuellement, ce qui doit être considéré comme élevé (2,5 fois plus important que la Seine à Paris). 
Le Tchiorny Iïous présente les fluctuations saisonnières classiques des cours d'eau de Sibérie. De fortes crues se déroulent au printemps, en mai et juin, et résultent de la fonte des neiges. Dès le mois de juillet, le débit diminue rapidement puis se stabilise à partir du mois d'août jusqu'à la fin de l'automne. En novembre, le débit baisse à nouveau ce qui constitue l'entrée en saison des basses eaux. Celle-ci correspond à l'hiver russe, avec ses neiges et ses fortes gelées ; cette période va de décembre à mars inclus. 
Le débit moyen mensuel observé en février (minimum annuel d'étiage) se monte à 6,33 m3/s, ce qui correspond à un peu plus de 3 % du débit moyen du mois de mai (206 m3/s). Ces écarts saisonniers peuvent être qualifiés de fort élevés, même dans le contexte des cours d'eau de Sibérie, caractérisés généralement par des variations saisonnières importantes. Ces écarts peuvent être plus élevés encore, selon les années : sur la période d'observation de 38 ans, le débit mensuel minimal a été de 2,56 m3/s en février 1968, tandis que le débit mensuel maximal s'est élevé à 325 m3/s en juin 1969. 